# Runenstein von Älleköpinge
Der Runenstein von Älleköpinge (schwedisch Älleköpingesten; Samnordisk runtextdatabas DR EM85; 377) ist ein wikingerzeitlicher (800–1050 n. Chr.) Runenstein aus rötlichem Granit, der 1965 bei einer Ausgrabung der Kirchenruine von Älleköpinge bei Åhus (Gemeinde Kristianstad) in Schonen in Schweden entdeckt wurde (Fundort). Der Stein war dort als sekundär verwendeter Grundstein in die Kirchenmauer eingebaut.
Er ist etwa 3,2 Meter hoch, 104 cm breit und 50 cm dick. Die Inschrift lautete: „Billing setzte nach Skröte (Skrauti) diesen Stein“. Er steht heute vor dem Åhus Museum (heutiger Standort).
Die 18–22 cm hohen Runen stehen in einer vertikalen Reihe, die durch Rahmenlinien begrenzt ist. Trotz ihrer Kürze ist die für dänische Runensteine typische, schlichte, lineare Inschrift von Wert. Die männlichen Namen, Billing und Skrauti, wurden auf keinem anderen Stein gefunden. Aus runografischer Sicht ist der Stein von Interesse, da der Runenmeister sowohl normale als auch kurzstäbige Runen verwendet.